# Fußball-Bezirksklasse Plauen-Zwickau 1939/40
Die Fußball-Bezirksklasse Plauen-Zwickau 1939/40 war die siebente Spielzeit der Fußball-Bezirksklasse Plauen-Zwickau im Sportgau Sachsen. Sie diente als eine von vier zweitklassigen Bezirksklassen als Unterbau der Gauliga Sachsen. Die Meister dieser vier Spielklassen qualifizierten sich für eine Aufstiegsrunde, in der zwei Aufsteiger zur Gauliga Sachsen ausgespielt wurden.
Auf Grund des Beginns des Zweiten Weltkriegs startete die diesjährige Bezirksklasse erst am 26. November 1939. Ursprünglich wurden die zwei Staffeln Plauen/Vogtland und Zwickau/Westsachsen eingerichtet, welche im Rundenturnier mit Hin-und-Rückspiel den Staffelsieger ausspielen sollten. Im März 1940 wurde die Staffeleinteilung dann nochmals erweitert, fortan bildeten die Vereine aus dem Westerzgebirge, welche vormals in der Staffel Zwickau spielten, eine eigene Staffel. Die drei Staffelsieger trafen dann in Entscheidungsspielen aufeinander, welche in dieser Spielzeit von der TSG Lauter gewonnen wurde. Lauter qualifizierte sich dadurch für die Aufstiegsrunde zur Gauliga Sachsen 1940/41, in der der Verein ohne Punktgewinn blieb und somit den Aufstieg in die Erstklassigkeit verpasste. Durch Erweiterung der Staffeln zur kommenden Spielzeit gab es auch in dieser Saison keine sportlichen Absteiger.

## Staffel Plauen/Vogtland
Die Ergebnisse der beiden Spiele zwischen dem 1. FC Reichenbach und dem Elsterberger BC sind nicht überliefert. Da sich Reichenbach jedoch als Staffelsieger für die Entscheidungsspiele zur Bezirksmeisterschaft qualifizierte, ist davon auszugehen, dass beide Spiele von Reichenbach deutlich gewonnen wurden, da Reichenbach nur in dieser Konstellation Tabellenführer ist.
Kreuztabelle
| 1939/40           | REI | Plauener SuBC | ROD | VFC Plauen | VfB Auerbach | Elsterberger BC |
| ----------------- | --- | ------------- | --- | ---------- | ------------ | --------------- |
| 1. FC Reichenbach |     | 8:1           | 5:5 | 2:1        | 3:1          | +:-             |
| Plauener SuBC     | 5:1 |               | 2:3 | 2:1        | 6:1          | 11:1            |
| VfB Rodewisch     | 4:1 | 3:2           |     | 3:4        | 2:0          | 9:0             |
| VFC Plauen        | 3:2 | 0:1           | 2:1 |            |              | 5:3             |
| VfB Auerbach      | 2:2 | 5:1           | 5:1 | 4:1        |              | 6:3             |
| Elsterberger BC   | -:+ | 2:7           | 3:1 | 1:9        |              |                 |

Abschlusstabelle
| Pl. | Verein            | Sp. | S | U | N | Tore    | Quote | Punkte |
| --- | ----------------- | --- | - | - | - | ------- | ----- | ------ |
| 1.  | 1. FC Reichenbach | 10  | 5 | 2 | 3 | 024:220 | 1,09  | 12:80  |
| 2.  | Plauener SuBC     | 10  | 6 | 0 | 4 | 038:250 | 1,52  | 12:80  |
| 3.  | VfB Rodewisch     | 10  | 5 | 1 | 4 | 032:240 | 1,33  | 11:90  |
| 4.  | VFC Plauen        | 9   | 5 | 0 | 4 | 026:190 | 1,37  | 10:80  |
| 5.  | VfB Auerbach (N)  | 8   | 4 | 1 | 3 | 024:190 | 1,26  | 09:70  |
| 6.  | Elsterberger BC   | 9   | 1 | 0 | 8 | 013:480 | 0,27  | 02:16  |

| (N) | Aufsteiger aus den 1. Kreisklassen |

## Staffel Zwickau/Westsachsen
Ursprünglich spielten ebenfalls die Vereine SV Aue, Saxonia Bernsbach, Sturm Beierfeld und TSG Lauter in dieser Staffel. Ende Februar 1940 wurde jedoch beschlossen, für diese Vereine eine eigene Staffel (Westerzgebirge) zu errichten. Bereits ausgetragene Spiele von diesen Mannschaften in der Staffel Zwickau/Westsachsen wurden annulliert.
Kreuztabelle
| 1939/40          | MEE | SGZ | NHA | VfL |
| ---------------- | --- | --- | --- | --- |
| SV Meerane 07    |     | 5:3 | 3:1 | 5:2 |
| SG Zwickau       | 5:2 |     | 4:1 | 4:2 |
| SV Niederhaßlau  | 1:4 | 1:7 |     | 1:1 |
| VfL 1905 Zwickau | 1:3 | 2:2 | 2:3 |     |

Abschlusstabelle
| Pl. | Verein              | Sp. | S | U | N | Tore    | Quote | Punkte |
| --- | ------------------- | --- | - | - | - | ------- | ----- | ------ |
| 1.  | SV Meerane 07       | 6   | 5 | 0 | 1 | 022:130 | 1,69  | 10:20  |
| 2.  | SG Zwickau a        | 6   | 4 | 1 | 1 | 025:130 | 1,92  | 09:30  |
| 3.  | SV Niederhaßlau (N) | 6   | 1 | 1 | 4 | 008:210 | 0,38  | 03:90  |
| 4.  | VfL 1905 Zwickau    | 6   | 0 | 2 | 4 | 010:180 | 0,56  | 02:10  |

| (N) | Aufsteiger aus den 1. Kreisklassen |

## Staffel Westerzgebirge
Kreuztabelle
| 1939/40           | LAU | AUE | Saxonia Bernsbach | BEI |
| ----------------- | --- | --- | ----------------- | --- |
| TSG Lauter        |     | 6:3 | 5:7               | 7:0 |
| SV Aue            | 2:4 |     | 5:3               | 7:1 |
| Saxonia Bernsbach | 1:4 | 1:4 |                   | 4:0 |
| Sturm Beierfeld   | 0:5 | 2:0 | 1:2               |     |

Abschlusstabelle
| Pl. | Verein                | Sp. | S | U | N | Tore    | Quote | Punkte |
| --- | --------------------- | --- | - | - | - | ------- | ----- | ------ |
| 1.  | TSG Lauter b (N)      | 6   | 5 | 0 | 1 | 031:130 | 2,38  | 10:20  |
| 2.  | SV Aue (N)            | 6   | 3 | 0 | 3 | 021:170 | 1,24  | 06:60  |
| 3.  | Saxonia Bernsbach (N) | 6   | 3 | 0 | 3 | 018:190 | 0,95  | 06:60  |
| 4.  | Sturm Beierfeld       | 6   | 1 | 0 | 5 | 004:250 | 0,16  | 02:10  |

| (N) | Aufsteiger aus den 1. Kreisklassen |

## Finale Bezirksmeisterschaft
Vorrunde
|                                            | Gesamt |                                                    | Hinspiel | Rückspiel |
| ------------------------------------------ | ------ | -------------------------------------------------- | -------- | --------- |
| TSG Lauter (Sieger Staffel Westerzgebirge) | 6:3    | SV Meerane 07 (Sieger Staffel Zwickau/Westsachsen) | 3:3      | 3:0       |

Finale
|                              | Gesamt |                                                    | Hinspiel | Rückspiel |
| ---------------------------- | ------ | -------------------------------------------------- | -------- | --------- |
| TSG Lauter (Sieger Vorrunde) | 6:1    | 1. SV Reichenbach (Sieger Staffel Plauen/Vogtland) | 4:1      | 2:0       |